# ريتشارد فريدريك تومسون
ريتشارد فريدريك تومسون (بالإنجليزية: Richard Frederick Thompson)‏ هو سياسي كندي، ولد في 2 يونيو 1873، وتوفي في 25 سبتمبر 1949. انتخب عضو مجلس العموم الكندي.